# واسیلیس الکساکیس
واسیلیس الکساکیس (به یونانی: Βασίλης Αλεξάκης) نویسنده قرن بیستم میلادی اهل یونان و فرانسه است.